# Helle Reedtz-Thott
Helle Reedtz-Thott (med det oprindelige efternavn Zøfting) (født d. 9. august 1974 i København) er en dansk advokat og baronesse.

## Uddannelse og tidligt virke
Helle Zøfting blev matematisk student ved Lyngby Gymnasium og blev i 2000 cand.jur. ved Københavns Universitet. Hun har været på studieophold i USA. I studietiden havde Helle Zøfting job hos advokatfirmaet O. Bondo Svane; Helle Zøfting har været advokatfuldmægtig hos advokatfirmaet Plesner, hvorfra hun også blev uddannet advokat med speciale indenfor corporate finance.

## Ægtestand
Helle Zøfting blev i 2002 gift med baron Otto Reedtz-Thott, som bl.a. ejer Gavnø Gods. Ved sit ægteskab opnåede hun efternavnet Reedtz-Thott og titlerne baronesse og hofjægermesterinde. Ægteparret Helle og Otto Reedtz-Thott har tre børn.

## Gavnø Fonden
Helle Reedtz-Thott er direktør for Gavnø Fonden, som hendes svigerfar, baron Axel Reedtz-Thott (godsejer og diplomat) stiftede i 1961. I henhold til den selvejende institutions fundats fra 1961 er det fondens formål at eje og bevare Gavnø Slot og park samt de historiske samlinger længst muligt som et kulturhistorisk vidnesbyrd om perioden fra klostertiden til lensafløsningen, hvor Gavnøs besiddere - slægterne Lindenov, Trolle, Thott og Reedtz-Thott - spillede en betydelig rolle som samlere og bevarer af kulturhistoriske og nationale værdier.
Helle Reedtz-Thott arbejder på at sikre bedre muligheder for turisme i Danmark. Hun er udpeget bestyrelsesformand for styregruppen for en fælles udviklingsplan for turismen på Sjælland og Øerne, som regeringen nedsatte i 2018 Hun er medlem af bestyrelsen i Dansk Kyst og Naturturisme og medlem af bestyrelsen i organisationen Visit Sydsjælland-Møn på Sydsjælland, som hun gennem flere år har virket aktivt for.
Helle Reedtz-Thott har styrket turismen på Gavnø ved en række initiativer: Gavnø Slotsbryggeri, som blev etableret i 2008, der er Danmarks eneste, har til huse i en af baroniets bygninger. Jul på Gavnø, som er Danmarks største julemarked blev stiftet i 2007. I 2008 og i 2014 var Helle Reedtz-Thott idékvinden bag en ny pink tulipan, der er opkaldt efter H.K.H. Kronprinsesse Mary, og en ny hvid tulipan, der er opkaldt efter H.K.H. Prinsesse Marie, som henholdsvis Kronprinsessen og Prinsessen selv navngav i Gavnø Slotspark. Helle Reedtz-Thott var i 2012-2014 initiativtager til at lade det Kongelige Teaters Verdensballet optræde på Gavnø.

## Landbrug
Helle Reedtz-Thott har siden 2017 været formand for arbejdsgiverforeningen Gartneri-, Landbrug- og Skovbrugets Arbejdsgivere (GLS-A), som er den toneangivende arbejdsgiverorganisation inden for de grønne områder. Helle Reedtz-Thott er som formand ansvarlig for de overenskomster, som GLS-A har indgået med hhv. 3F, HK og Dansk Metal inden for landbrug, gartneri, skovbrug og beslægtede brancher.
Helle Reedtz-Thott har styrket sin indflydelse i dansk landbrug, da hun blev valgt som formand for Sektionen for Større Jordbrug i Landbrug & Fødevarer i 2023. Hun er samtidig indtrådt i Hovedbestyrelsen og Forretningsudvalget i Landbrug & Fødevarer.

## Tillidserhverv
Medlem af bestyrelsen for Gavnø Fonden og Reethoga fra 2004, for bestyrelsen VisitSydsjælland-Møn fra 2015, for Gartneri-, Land- og Skovbrugets Arbejdsgivere fra 2015-2017, for Den Erhvervsdrivende Fond Dansk Kyst- og Naturturisme, for GLS-A Barselsudligningsfond og for GLS-A Ejendomme fra 2017, for Planteafgiftsfonden, Vildtforvaltningsrådet, Herlufsholm Skole & Gods, Hovedbestyrelsen og Forretningsudvalg for Landbrug & Fødevarer fra 2023.
Næstformand for bestyrelsen for HK Kompetencefonden og næstformand for 3F Kompetencefonden fra 2017.
Bestyrelsesformand for Gartneri-, Land- og Skovbrugets Arbejdsgivere fra 2017.
Bestyrelsesformand for Styregruppen for Udviklingsplan for turisme på Sjælland og øerne fra 2018-2020. Bestyrelsesformand for Sektionen for Større Jordbrug i Landbrug & Fødevarer fra 2023.

## Medvirken i fjernsyn
I 2017 sendte TV 2-serien 'En stor dag på godset', hvori Reedtz-Thott medvirkede i et afsnit.

## Kontroverser
- 2015: Reedtz-Thott kritiserede Næstved Kommunes udlægning af sagen om den nyindviede ridesti Husar-stien.[19]

## Trivia
Helle Reedtz-Thott er en af H.M. Dronning Mary's nære veninder, H.K.H. Kronprinsesse Mary stod i 2006 fadder til Holger Reedtz-Thott, søn af Helle Reedtz-Thott. Reedtz-Thott stod i 2011 fadder til H.K.H. Prins Vincent. 